# Генріх Барнс
Генріх Барнс (англ. Heinrich Barnes; нар. 12 грудня 1986, Преторія, провінція Гаутенг) — південноафриканський борець вільного стилю, чотириразовий чемпіон Африки, чемпіон Всеафриканських ігор, срібний призер Ігор Співдружності, учасник Олімпійських ігор.

## Життєпис
Боротьбою почав займатися з 1993 року. У 2001 році став бронзовим призером чемпіонату світу серед кадетів. У 2002 році здобув срібну медаль чемпіонату Європи серед юніорів.
Виступав за спортивний клуб «Tuks» Преторія. Тренер — Ніко Кетзеє (з 2009).

## Спортивні результати на міжнародних змаганнях

### Виступи на Олімпіадах
| Змагання                    | Збірна                          | Вагова категорія          | Місце |
| --------------------------- | ------------------------------- | ------------------------- | ----- |
| Літні Олімпійські ігри 2008 | Південно-Африканська Республіка | вільна боротьба, до 66 кг | 19    |

### Виступи на Чемпіонатах світу
| Змагання                        | Збірна | Вагова категорія          | Місце |
| ------------------------------- | ------ | ------------------------- | ----- |
| Чемпіонат світу з боротьби 2007 | ПАР    | вільна боротьба, до 66 кг | 16    |
| Чемпіонат світу з боротьби 2009 | ПАР    | вільна боротьба, до 66 кг | 22    |
| Чемпіонат світу з боротьби 2010 | ПАР    | вільна боротьба, до 66 кг | 7     |
| Чемпіонат світу з боротьби 2011 | ПАР    | вільна боротьба, до 66 кг | 32    |

### Виступи на Чемпіонатах Африки
| Змагання                         | Збірна | Вагова категорія          | Місце  |
| -------------------------------- | ------ | ------------------------- | ------ |
| Чемпіонат Африки з боротьби 2006 | ПАР    | вільна боротьба, до 66 кг | Золото |
| Чемпіонат Африки з боротьби 2007 | ПАР    | вільна боротьба, до 66 кг | Золото |
| Чемпіонат Африки з боротьби 2008 | ПАР    | вільна боротьба, до 66 кг | Золото |
| Чемпіонат Африки з боротьби 2011 | ПАР    | вільна боротьба, до 66 кг | Золото |

### Виступи на Всеафриканських іграх
| Змагання                 | Збірна | Вагова категорія          | Місце  |
| ------------------------ | ------ | ------------------------- | ------ |
| Всеафриканські ігри 2007 | ПАР    | вільна боротьба, до 66 кг | Золото |

### Виступи на Іграх Співдружності
| Змагання                | Збірна | Вагова категорія          | Місце  |
| ----------------------- | ------ | ------------------------- | ------ |
| Ігри Співдружності 2010 | ПАР    | вільна боротьба, до 66 кг | Срібло |

### Виступи на інших змаганнях
| Змагання                                                        | Збірна | Вагова категорія          | Місце  |
| --------------------------------------------------------------- | ------ | ------------------------- | ------ |
| Міжнародний турнір Ньюйоркського атлетичного клубу 2010         | ПАР    | вільна боротьба, до 66 кг | Бронза |
| Міжнародний меморіал Дейва Шульца 2011                          | ПАР    | вільна боротьба, до 66 кг | 5      |
| Гран-прі Іспанії з боротьби 2011                                | ПАР    | вільна боротьба, до 66 кг | Бронза |
| Турнір Яшара Догу 2012                                          | ПАР    | вільна боротьба, до 66 кг | 25     |
| Олімпійський кваліфікаційний турнір з боротьби 2012 (Тайюань)   | ПАР    | вільна боротьба, до 66 кг | 9      |
| Олімпійський кваліфікаційний турнір з боротьби 2012 (Гельсінкі) | ПАР    | вільна боротьба, до 66 кг | 28     |

### Виступи на змаганнях молодших вікових груп
| Змагання                                      | Збірна | Вагова категорія          | Місце |
| --------------------------------------------- | ------ | ------------------------- | ----- |
| Чемпіонат світу з боротьби серед юніорів 2005 | ПАР    | вільна боротьба, до 66 кг | 8     |
| Чемпіонат світу з боротьби серед юніорів 2006 | ПАР    | вільна боротьба, до 66 кг | 5     |